# Chiesa di San Michele a Castello
La chiesa di San Michele a Castello è un luogo di culto cattolico che si trova a Firenze nell'omonima via di San Michele in zona Castello, una collina a nord della città famosa per le bellissime ville che vi furono costruite dai Medici e da altre famiglie fiorentine.

## Storia e descrizione

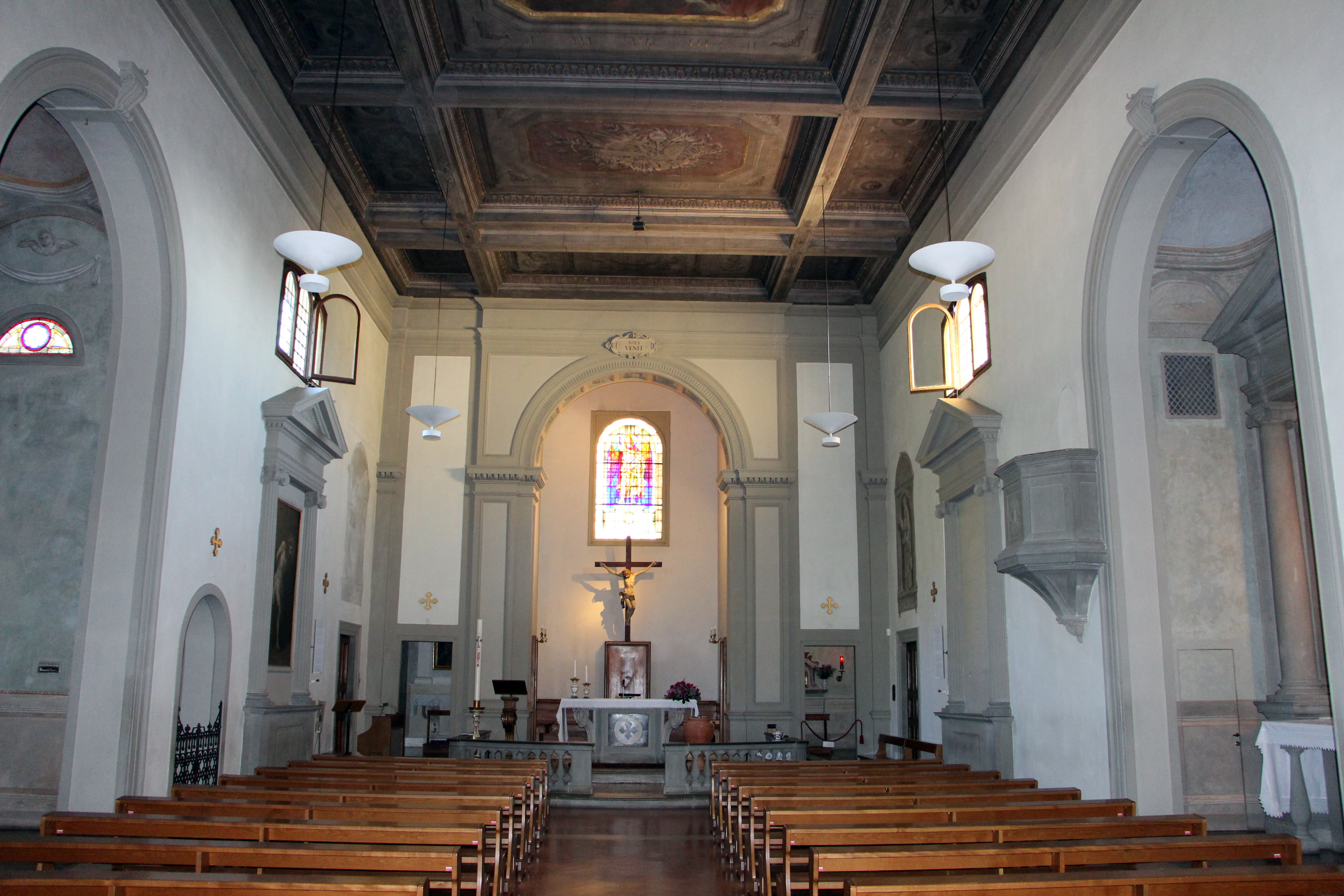
L'interno della chiesa

Il toponimo castellum segnala che nella zona vi era una cisterna dell'acquedotto romano.
Di probabile fondazione longobarda, è menzionata sin dall'XI secolo. Per la presenza delle ville medicee di Castello e della Petraia la chiesa fu favorita dalla famiglia granducale.
Fu consacrata nel 1617 e dichiarata prioria nel 1728. Ne ebbero cura anche i granduchi lorenesi che la ristrutturarono nel 1783 e nel 1817. All'interno, è conservato un Crocifisso ligneo seicentesco sul fondo della cappella maggiore, una tavola trecentesca raffigurante la Madonna in trono e i Santi Lorenzo e Stefano, attribuita alla bottega del Maestro della Santa Cecilia ed a Pacino di Bonaguida (1324 ca.), e sulla cantoria un organo di Agati e Paoli (1844-1869).
Alcune opere originariamente esposte in questa Chiesa ma ad oggi smarrite o rilocate, ma degne di menzione sono:
- Adorazione del Bambino del Maestro della Natività di Castello che dovrebbe essere esposto presso la Galleria dell'accademia di Firenze.
- Madonna che allatta il bambino, opera che il Repetti nel suo Dizionario Geografico Fisico e Storico della Toscana attribuiva a Leonardo da Vinci ma che già allora (metà '800) si trovava presso la Regia Galleria (degli Uffizi) di Firenze.

(Repetti)
Ad oggi l'unica madonna che allatta attribuita a Leonardo da Vinci si trova all'Hermitage di San Pietroburgo. L'unica Madonna allattante presente nel catalogo degli uffizi e più o meno coeva di Leonardo è quella attribuita già nel 1890 (cat. Uffizi) a Giuliano Bugiardini.
Dietro alla chiesa esiste un piccolo cimitero, dal quale si vede la Villa La Petraia.
Per suo espresso desiderio, nel cimitero è sepolto il poeta Mario Luzi, nato proprio a Castello, dove ha anche vissuto i primi anni della sua vita. Qui sono sepolti anche i suoi genitori. Nel 2006 i concittadini di Castello hanno raccolto oltre 400 firme in due settimane per chiedere al Sindaco di Firenze di intestare a Mario Luzi una strada nella zona: a febbraio 2007 è stato inaugurato il "Parco Mario Luzi", costituito dal Viottolone della Villa Reale di Castello e dalle strade limitrofe.

## Oratorio dei Battuti

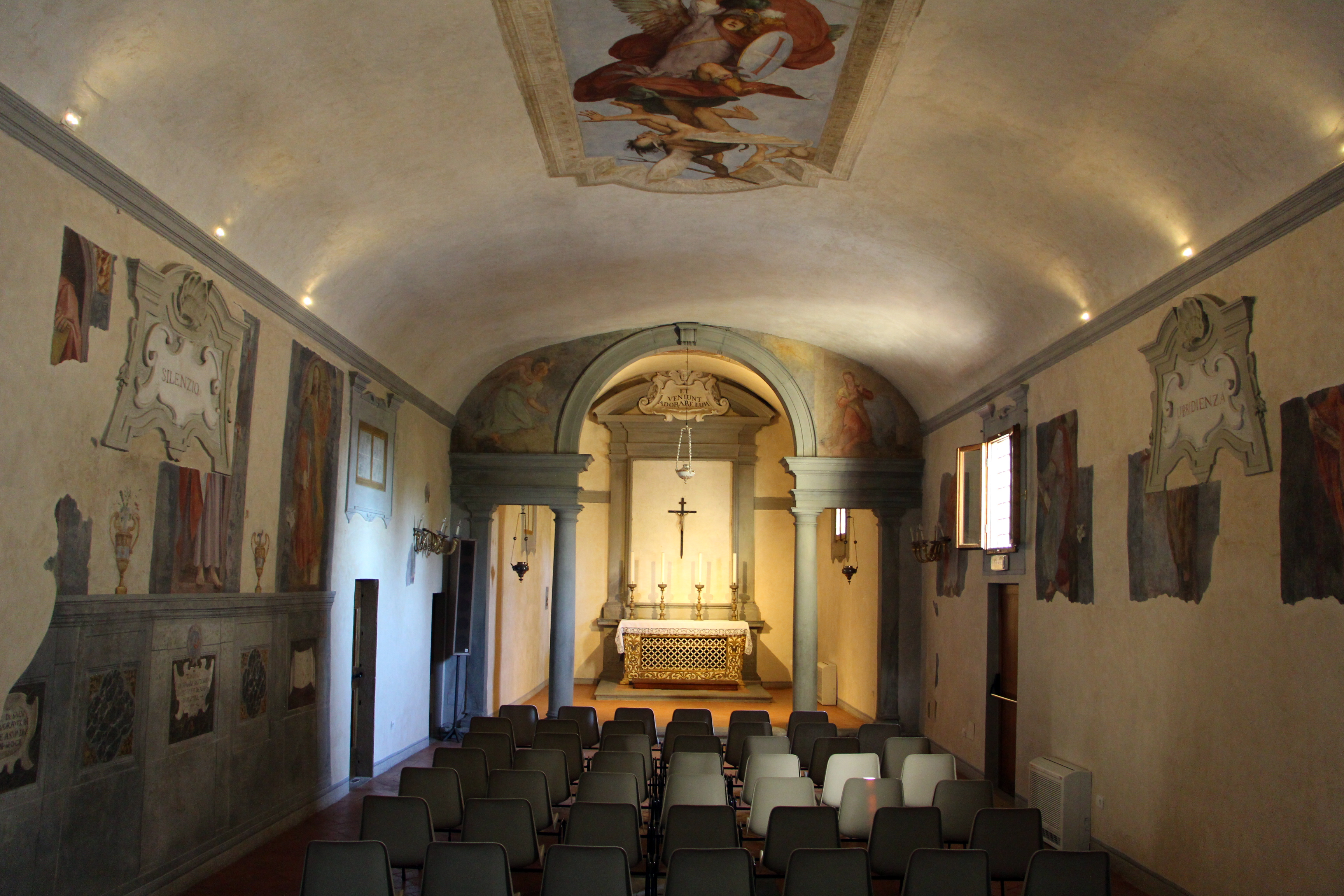
L'interno dell'oratorio

A fianco della chiesa si trova un oratorio un tempo usato dalla Compagnia dei Battuti locale. Nata nel 1470, ebbe la ristrutturazione del proprio luogo di ritrovo nei primi anni del Seicento dall'architetto granducale Gherardo Mechini. Qui nel 1636 don Lorenzo de' Medici incaricò il Volterrano di dipingere l'affresco sul soffitto con San Michele che sconfigge Lucifero. Anni dopo, entro il 1630, le pareti e la volta del presbiterio vennero decorati da Piero Salvestrini con la sequenza dei dodici apostoli, opera sospesa con la morte del pittore di peste, in seguito scialbata e oggi conservatasi solo frammentariamente.
L'Annunciazione sulla serliana che inquadra l'altare risale invece al Settecento.